# Cleisostoma paniculatum
Cleisostoma paniculatum är en orkidéart som först beskrevs av Ker Gawl., och fick sitt nu gällande namn av Leslie Andrew Garay. Cleisostoma paniculatum ingår i släktet Cleisostoma, och familjen orkidéer. Inga underarter finns listade i Catalogue of Life.